# Pievepelago
Pievepelago là một đô thị ở tỉnh Modena thuộc vùng Emilia-Romagna, có vị trí cách khoảng 70 km về phía tây nam của Bologna và khoảng 60 km về phía tây nam của Modena. Tại thời điểm ngày 31 tháng 12 năm 2004, đô thị này có dân số 2.194 người và diện tích 76,5 km².
Pievepelago giáp các đô thị: Barga, Castiglione di Garfagnana, Coreglia Antelminelli, Fiumalbo, Fosciandora, Frassinoro, Pieve Fosciana, Riolunato.